# Lobby pro-israélien
Pour le lobby juif, voir lobby juif.
L'expression lobby pro-israélien désigne les groupes de pression et d'influence et les individus bénéficiant d'une importante couverture médiatique défendant les intérêts financiers, politiques et géopolitiques d'Israël. Par diverses stratégies de communication et de soft power, ils ont pour objectif d’orienter l’opinion publique d'un pays donné en faveur d'un soutien à l'État hébreux. Ses instigateurs ne sont pas nécessairement de confession juive ou de nationalité israélienne, de même qu'ils ne travaillent pas obligatoirement pour le gouvernement israélien. 
Il ne doit pas être confondu avec le« lobby juif », qui, lui, se base sur des thèses complotistes et qui alimente les discours et les fantasmes antisémites.

## Aux États-Unis

### Panorama général
Plusieurs groupes de pression pro-israéliens existent aux États-Unis. Certains sont issues de la communauté juive, d'autres de communautés chrétiennes. La question de l'importance du lobby pro-israélien aux États-Unis fait régulièrement l'objet d'articles et d'analyses géopolitiques,.
En 2006, la publication de Le Lobby pro-israélien et la politique étrangère américaine par John Mearsheimer et Stephen Walt a suscité une controverse sur le poids de ce lobby sur la politique des États-Unis au Moyen-Orient. La thèse que Noam Chomsky privilégie est que les intérêts stratégico-économiques de l'État et du monde des affaires dirigent davantage la politique étrangère des États-Unis que le lobby pro-israélien.
Selon la thèse développée par John Mearsheimer et Stephen Walt, le lobby pro-israélien a aussi pour objectif d’orienter l’opinion du public des États-Unis, en faveur d'une position de soutien et d'intérêt à Israël. Cependant, selon eux, le lobby pro-israélien ne contrôle pas les médias. S'il déploie autant d’effort afin d’orienter le discours des grands médias, c’est justement parce qu’il n’en a pas le contrôle. Le lobby s’emploie donc à diffuser sa vision au travers les grands médias américains, afin d’influencer le discours public et ainsi les décisions politiques gouvernementales. Le lobby bénéficie du soutien d’un bon nombre de chroniqueurs et des rédacteurs en chef parmi les quotidiens les plus lus, dont le Washington Post et le New York Times .
Certains lobbys, groupes d’intérêts et think tanks sont devenus des parties prenantes importantes en ce qui concerne la politique étrangère américaine. Parmi ces groupes, le lobby pro-israélien figure parmi les plus influents. Le lobby a ainsi mis en place diverses stratégies de communication afin d’orienter le discours public de sorte que celui-ci soit en faveur des politiques gouvernementales vis-à-vis l’État hébreu. Cette orientation du discours passe, entre autres, par les grands médias américains.

### Christians United for Israel(CUFI)
Christians United for Israel est la plus grande organisation pro-israélienne aux États-Unis avec plus de 10 millions de membres.
Les Églises évangéliques fondamentalistes, ayant une interprétation littérale de la Bible, pensent ainsi que Dieu juge les pays en fonction de leurs actions envers Abraham et ses descendants, le peuple juif. Elles sont également convaincues que « la colonisation de la totalité de la Palestine par les Juifs précédera le retour de Jésus et le triomphe de Dieu ». Les sionistes chrétiens appuient ainsi Israël pour des raisons religieuses.

### L'American Israel Public Affairs Committee(AIPAC)
Né en 1951 aux États-Unis, l'AIPAC ou « American Israel Public Affairs Committee » est un groupe de pression visant à soutenir Israël.
L'AIPAC travaille avec les démocrates, républicains et indépendants pour adopter des politiques publiques qui améliorent la relation américano-israélienne.

### LeJewish Institute for National Security Affairs(JINSA)
Créé en 1976 aux États-Unis, le JINSA ou « Jewish Institute for National Security Affairs » est un groupe formé d'hommes politiques et de généraux américains favorable au rapprochement d'Israël et des États-Unis et proche du néoconservatisme. On trouve parmi ses membres et sympathisants l'ancien administrateur américain de l'Irak Jay Garner et des proches du président George W. Bush comme Richard Perle et Dick Cheney.

### J street
Lobby fondé en 2008 en concurrence avec l'AIPAC, J Street milite en faveur de la résolution du conflit israélo-palestinien.

## En France
Le Monde diplomatique juge que le lobby pro-israélien forme une « galaxie disparate », composée d'organisations établies, de groupes parlementaires d'amitié, d'associations, de médias et de personnalités médiatiques « sincèrement engagées dans la défense, quel qu’en soit le prix, d’un État qu’elles perçoivent comme un refuge pour les Juifs ».

### Le CRIF et la LICRA
Le CRIF et la LICRA sont parfois qualifiés de lobby pro-israélien.
L'universitaire Samuel Ghiles-Meilhac nuance ce point de vue. Selon lui, si le CRIF se met régulièrement au service de la politique menée par l’État d'Israël, ses moyens ne sont en rien comparables aux lobbys pro-israéliens américains. Son influence sur le gouvernement français serait faible.
En outre les positions du CRIF ont sensiblement évolué au cours de son histoire. Fondée par des résistants communistes au nazisme, l'organisation a longtemps défendu une résolution pacifique du conflit israélo-palestinien. Ce n'est qu'à partir des années 1990 qu'elle s'aligne sur les positions colonialistes du Likoud.
Sur le site de l'Institut de relations internationales et stratégiques, Pascal Boniface qualifie de « prêche partial pro-israélien » le livre 100 mots pour se comprendre, contre le racisme et l’antisémitisme édité par la LICRA. Toutefois il s'interroge sur la pertinence du terme de « lobby » concernant la critique du CRIF.

### Elnet-France
La branche française de l'organisation pro-israélienne Elnet s'est enregistrée en novembre 2024 comme représentant d'intérêts auprès de la Haute Autorité pour la transparence de la vie publique, huit ans après l'obligation légale instaurée par la loi Sapin de 2016. Elle est connue pour avoir organisé plus de cents voyages tous frais payés en Israël à des parlementaires et membres de l'exécutif français, ainsi que des meetings contre l'islamisme.
Selon le journaliste Luc Chatel de Blast, Elnet « s’inspire des réseaux américains pro Netanyahu pour influencer les journalistes et les politiques français ».

### Israël is Forever (ISF)
« Association francophone israélienne de mobilisation sioniste » dirigée par la militante sioniste affiliée au Likoud Nili Kupfer-Naouri, Israel Is Forever est décrite par Mediapart comme une « association extrémiste qui équipe l’armée israélienne ». ISF a pour buts principaux de promouvoir l'alya en France et de financer, à travers des dons, l'armée israélienne. Sa présidente se distingue par ses discours aux « accents haineux » sur le peuple palestinien, pense qu'il « n’y a pas de population civile innocente à Gaza » et que « Gaza doit pleurer des larmes de sang » en réponse aux attaques du 7-Octobre 2023.
Elle organise en novembre 2024 à Paris un gala controversé de soutien à Tsahal durant lequel ont défilé des « personnalités qui nient l’existence d’un peuple palestinien, souhaitent recoloniser tous les territoires palestiniens et justifient les massacres en cours dans la bande de Gaza ». L'événement a accueilli le ministre des Finances israélien Bezalel Smotrich, un suprémaciste juif connu pour ses positions anti-palestiniennes, islamophobes et homophobes’’. Plusieurs associations, syndicats et personnalités politiques de gauche ont dénoncé la tenue de ce gala, qui constituait pour eux une « injure au droit international ».

### Diaspora Defense Forces (DDF)
Association fondée par le publicitaire proche de la « bollosphère » Frank Tapiro, la Diaspora Defense Forces entend, sur le sol français, oeuvrer « sans relâche pour renforcer la solidarité, combattre la désinformation et défendre avec vigueur l'image et les intérêts de notre communauté juive en diaspora et en Israël à l'échelle mondiale ». Le média Arrêt sur images la décrit comme une « véritable organisation de propagande en faveur d'Israël » entrentenant une « confusion permanente » entre lutte contre l'antisémitisme en France et condamnation de la Guerre de Gaza. 
La DDF s'est distinguée en mai 2025 par l'organisation d'un gala contesté en soutien à Tsahal où de nombreuses personnalités médiatiques et politiques proches de la droite et de l'extrême droite ont reçu des prix. Porte-parole de l'armée israélienne présent à l'événement, le colonel Rafowicz a qualifié sur la sur la scène la DDF de « véritable outil de soutien à Israël dans une guerre compliquée ». Les gains rapportés par l'événément ont servi d'une part à financer l'armée israélienne et d'autre part un projet de « school tour ludo-éducatif sur l'histoire, la vraie, du Proche-Orient » dénoncé sur X par le député Aymeric Caron (LFI). Durant le gala, les Palestiniens ont été à maintes reprises invisibilisés et déshumanisés, notamment par la tenue d'un quizz animé par l'essayiste Barbara Lefebvre que le Dauphiné Libéré a jugé « morbide » et « indécent » ’.
Le vendredi 30 mai, Aymeric Caron a dénoncé l'« apologie de crimes d’atteintes volontaires à la vie, de crimes de guerres, de crimes contre l'humanité voire complicité desdits crimes » de la DDF auprès de la procureure de la République de Paris. Suite au scandale provoqué, le Nouveau Front Populaire a réclamé la dissolution de l'association. Le 10 juillet, Bruno Retailleau a affirmé « étudier » cette demande.

### Médias français

#### Presse écrite
Serge Halimi et Pierre Rimbert soulignent dans leur article publié dans le Monde Diplomatique que la « presse française conservatrice » (dans laquelles les journalistes incluent Le Point, Le Figaro, Le Figaro Magazine, Franc-Tireur et Causeur) font part d'une « myopie avantageuse » quant à la présence des lobbys pro-israéliens dans le paysage politique national.
Plusieurs figures proches du Printemps Républicain sont réputées pour leurs positions pro-israéliennes, parmi lesquelles Raphaël Enthoven et Caroline Fourest (tous les deux fondateurs de Franc-Tireur) ainsi qu'Elisabeth Lévy (du magazine Causeur).
Ancienne cheffe de rédaction chez Marianne, Natacha Polony critique la dérive du Printemps républicain qui aurait viré, selon elle, « à la défense, non seulement d’Israël, mais de la politique de M. Benyamin Netanyahou ». Le Monde Diplomatique remarque qu'en janvier 2025, cette dernière a été évincée de la direction de l'hebdomadaire et remplacée par la journaliste Ève Szeftel, plus favorable aux intérêts de l'Etat hébreux.
Très présent sur les plateaux de télévision, le géopolitologue Frédéric Encel se dit lui-même « souvent en phase avec les positions israéliennes » et avait encensé en 2013 le regard bienveillant que les médias français portaient sur Israël : « Dans l’ensemble, la situation est (j’allais dire « sous contrôle ») mais plutôt favorable. On trouve vraiment des médias favorables à Israël, équilibrés, honnêtes, partout, absolument partout ; c’est vrai pour la presse écrite, c’est vrai pour la radio, c’est vrai pour la télévision ».
Le Monde Diplomatique observe que dans les pages du Figaro Magazine et du Point, l'historien Georges Bensoussan relaye « sans anicroche les thèses de M. Netanyahou » en minimisant le nombre de civils tués par Tsahal et en jugeant l’incrimination de génocide de « grotesque ». La même analyse est faite par Bruno Tertrais, directeur adjoint de la Fondation pour la recherche stratégique et chercheur associé à l’Institut Montaigne.

#### Télévision
Selon Serge Halimi et Pierre Rimbert, le « lobby pro-Israël a installé ses quartiers » chez CNews, BFM TV et LCI. Régulièrement invités sur les plateaux pour commenter la Guerre de Gaza, contester l'emploi du terme génocide et nier la colonisation israélienne en territoires palestiniens, le philosophe Bernard Henri-Lévy, le porte-parole de l'armée israélienne Olivier Rafowicz et l'éditorialiste Franz-Olivier Gisbert sont les prinicipaux visages de ce lobby. 
Le 7 octobre 2024, invité sur le plateau de Benjamin Duhamel, le colonel Rafowicz complimente BFM TV pour sa couverture de la Guerre de Gaza : « Je dis que votre chaîne fait du travail excellent par rapport à la présentation du conflit ».
Le même mois, la présentatrice de CNews Laurence Ferrari mène une entrevue avec le premier ministre israélien Benjamin Netanyahou, qui félicite la chaîne de Vincent Bolloré pour son soutien à Israël dans la Guerre de Gaza : « J’apprécie que votre chaîne combatte pour la liberté, puisque vous combattez pour la civilisation judéo-chrétienne, qui a donné tellement au monde et qui est attaquée par le fondamentalisme islamique ». En mai 2025, lors d'un gala de soutien à Tsahal, Laurence Ferrari et Franz-Olivier Gisbert le « prix des Justes » pour « leur fervent soutien à Israël et à la diaspora ».

#### Radio
Le Monde Diplomatique et Blast considère Radio J et ses vedettes Frédéric Haziza et Rachel Kahn comme des acteurs du lobby pro-israélien’. Sur les ondes de France Inter, le politologue Dominique Reynier et l'humoriste Sophia Aram ont pu faire des discours très favorables à l'Etat hébreux.

## En Suisse
En 2011, la CICAD est mise en cause par Dominique Ziegler dans une tribune d'opinion publiée dans le journal le Courrier, où il affirme que cette organisation est un lobby pro-israélien. La CICAD réagit en accusant Ziegler « d'être enfermé dans une idéologie haineuse envers Israël et d'instrumentaliser le conflit israélo-palestinien ». La même année, Hani Ramadan critique à son tour l'organisation,.

## Critiques du terme
Selon William Safire, le terme « lobby israélien » est entré en usage en anglais dans les années 1970 et, tout comme le terme « lobby chinois », porte « la connotation péjorative de manipulation ». Il écrit également que les partisans d'Israël mesurent le degré d'animosité perçue envers l'État juif par le terme choisi pour désigner le lobby: « lobby pro-Israël » utilisé par ceux qui ont la plus légère opposition, suivi par « lobby israélien », le terme « lobby juif » étant employé par ceux qui ont les opinions anti-israéliennes les plus extrêmes.
Aux États-Unis, selon Walt et Mearsheimer, « Utiliser le terme 'lobby israélien' est en soi quelque peu trompeur [...] On pourrait plus exactement le qualifier de 'communauté pro-israélienne' » car ce n'est pas le lobby d'un pays étranger, il est composé d'Américains. Cependant, justifiant leur utilisation du terme, ils écrivent « parce que de nombreux groupes clés font du lobbying, et parce que le terme « lobby israélien » est utilisé dans le langage courant (avec des étiquettes telles comme « lobby agricole », « lobby des assurances », « lobby des armes » et autres lobbies ethniques), nous avons choisi de l'utiliser ici. ».
En France, dans son article Les groupes pro-israéliens en France: une typologie, le chercheur Marc Hecker pose également la question de la pertinence de l’expression « lobby pro-israélien ».

### Sources
- 1989, « Le poids du lobby pro-israélien aux États-Unis », Le Monde diplomatique, Serge Halimi, août 1989.
- John Mearsheimer et Stephen Walt, The Israel Lobby, London Review of Books, mars 2006, traduction en français
- 2006, Le lobby pro-israélien et la politique étrangère-américaine, John Mearsheimer et Stephen Walt, éditeur francophone : La découverte (2007)
- 2009, États-Unis, le lobby pro-israélien : voyage autour d’un tabou, 4 émissions de Daniel Mermet de février 2009
- Boudreau, Philipe, Claude, Perron (2016). Lexique de science politique. Montréal : Chenelière Éducation
- David, C-P, (dir.) (2015). La politique étrangère des États-Unis, fondements, acteurs, formulation. Paris : SciencesPo. Les presses.
- David, C-P et Gagnon, F. (dir.) (2018). Théories de la politique étrangère américaine, Auteurs, concepts et approches. Montréal : Les presses de l’Université de Montréal.
- Mearsheimer, J, John, Stephen, M, Walt. (2007). Le lobby pro-israélien et la politique étrangère américaine. Abel-Hovelacque, Paris : La découverte/poche.
- Pew research Center, journalism & media. (2016) About four-in-ten Americans often get newa online. Repéré à https://www.journalism.org/2016/07/07/the-modern-news-consumer/pj_2016-07-07_modern-news-consumer_1-01/